# Haploblepharus edwardsii
Haploblepharus edwardsii és una espècie de peix de la família dels esciliorrínids i de l'ordre dels carcariniformes.

## Morfologia
- Els mascles poden assolir 59 cm de longitud total.[1][2]

## Reproducció
És ovípar.

## Alimentació
Menja peixos osteïctis, crustacis i cefalòpodes.

## Depredadors
A Sud-àfrica és depredat per Larus dominicanus i Arctocephalus pusillus pusillus.

## Hàbitat
És un peix marí de clima subtropical que viu entre 0-130 m de fondària.

## Distribució geogràfica
Es troba a Sud-àfrica: des del Cap Agulhas fins a KwaZulu-Natal.